# Guus van Hecking-Colenbrander
Guus van Hecking-Colenbrander (eigentlich: Gustaaf Paul van Hecking-Colenbrander; * 7. November 1887; † 13. März 1945 in Zeist) war ein niederländischer Fußballspieler. Er ist der Sohn eines Niederländers, Johan Hendrik van Hecking Colenbrander, und einer Indonesierin, Catharina Rica Geertruida Couperus.

## Karriere

### Verein
In den Niederlanden spielte van Hecking-Colenbrander für CVV Velocitas Breda.

### Nationalmannschaft
Sein erstes und einziges Länderspiel für die niederländische Nationalmannschaft bestritt van Hecking-Colenbrander am 10. Mai 1908 beim 4:1-Freundschaftsspielerfolg in Rotterdam gegen Frankreich. Dabei stand der Verteidiger im Team von Bondstrainer Cees van Hasselt in der Startformation der Oranije.
Van Hecking-Colenbrander starb im März 1945 in Zeist an den Folgen seiner langen Kriegsgefangenschaft in Niederländisch-Ostindien.